# Kickboxer 3
Pour les articles homonymes, voir Kickboxer.
Série Kickboxer
Kickboxer 2 : Le Successeur
(1991) Kickboxer 4
(1994)
Pour plus de détails, voir Fiche technique et Distribution.
Kickboxer 3 : Trafic à Rio (Kickboxer : The Art of War) est un film américain réalisé par Rick King, sorti en 1992. Troisième film de la série Kickboxer, il s'agit d'une suite du film Kickboxer 2, sorti en 1991. Il met à nouveau en scène Sasha Mitchell dans le rôle de David Sloane.

## Synopsis
David Sloane, champion de kick boxing, arrive au Brésil pour un face-à-face avec le redoutable champion Eric Martin, dont le manager dirige en secret un réseau de prostitution d'adolescentes.
Sloane fait par hasard la connaissance de Costa, un gamin des rues, dont la fort jolie sœur, Isabella, attire aussitôt l'attention du manager véreux. Pour Sloane, les ennuis ne tardent pas à pleuvoir, à commencer par le kidnapping d'Isabella. Attaqué, séquestré, poussé à l'épuisement, Sloane parviendra-t-il à sauver Isabella et à remporter son match ?

## Fiche technique
- Titre original : Kickboxer 3: The Art of War
- Titre français : Kickboxer 3: Traffic à Rio, Kickboxer 3: L'art de la guerre
- Réalisation : Rick King
- Scénario : Dennis A. Pratt
- Pays d’origine :  États-Unis
- Langues originales : anglais, portugais
- Genre : action
- Durée : 92 minutes
- Date de sortie : juin 1992

## Distribution
- Sasha Mitchell : David Sloane
- Dennis Chan : Xian Chow
- Richard Comar : Lane
- Noah Verduzco : Marcos
- Alethea Miranda : Isabella
- Milton Gonçalves : Sergent
- Ricardo Petráglia : Alberto
- Gracindo Júnior : Pete
- Miguel Oniga : Marcelo
- Leonor Gottlieb : Margarida
- Renato Coutinho : Branco
- Kate Lyra : la femme de Branco
- Ian Jacklin : Eric Martin
- Manitu Felipe : Machado
- Shuko Ron : Reinaldo